# Inner Banks

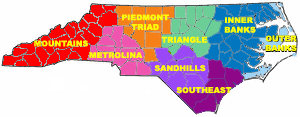
La région des « Inner Banks » en bleu foncé au Nord-Est de l'État

Inner Banks est un néologisme sans précédent historique, utilisé par les personnes chargées du développement ainsi que par les promoteurs du tourisme pour décrire la région côtière est de l'intérieur des terres de Caroline du Nord.
Le terme « Inner Banks » désigne une construction récente, effectuée par les personnes chargées du développement et par l'industrie du tourisme, visant à rebaptiser la plaine côtière essentiellement agraire afin d'en faire une région plus attrayante pour les visiteurs et les retraités. Ce terme est rarement utilisé familièrement. De nombreux résidents de longue date résistent à l'adoption de ce terme pour décrire la zone car il est perçu comme un outil de marketing avec derrière lui, bien peu d'histoire pour le justifier.
Sa construction joue sur la zone historique connue sous le nom d'Outer Banks, un chapelet d'îles-barrières situées au large des côtes de Caroline du Nord qui sont une attraction touristique populaire. La demande visant à créer des propriétés en bord de mer dans la partie est de la Caroline du Nord, devenue ainsi un site pour les résidences secondaires destinées aux milieux relativement aisés, entraîna une énorme disparité des prix. Il n'est pas rare que, des terrains par ailleurs équivalents, situés de chaque côté d'une route, soient taxés et estimés différemment.
Par exemple, sur Rock Creek Road, dans le comté de Jones, les terrains sur la rivière Trent ont une valeur fiscale de 201 286 $ par acre; ceux situés immédiatement de l'autre côté de la route ont une valeur fiscale de 33 634 $ par acre, selon les cartes SIG du comté de Jones. À proprement parler, seuls les vrais lots riverains devraient être considérés comme des « Inner Banks », mais désigner des lots non riverains comme des « Inner Banks » crée une opportunité artificielle aux yeux des acheteurs potentiels venus de loin.

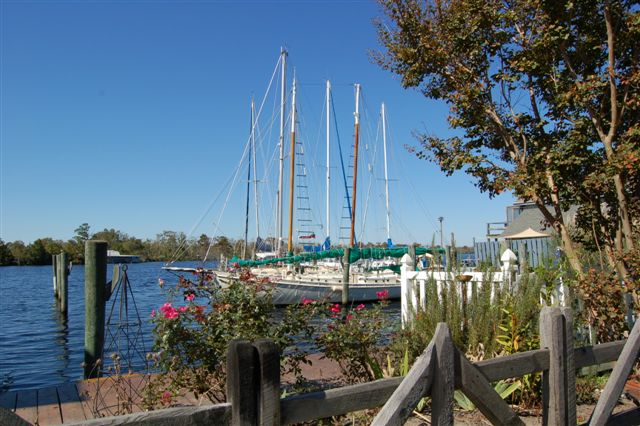
Columbia historique

Les personnes chargées du développement et les promoteurs du tourisme estiment que les Inner Banks sont, au sens le plus large,  une zone de la côte Est des États-Unis ayant une superficie de 57 568 km2. Les prétendues « Inner Banks » comprennent plus de 4 800 km de côtes intérieures et accueillent plus de 2,5 millions d'habitants. Les régions de la Crystal Coast (en) et d'Albemarle sont donc incluses dans les Inner Banks. Avec un climat tempéré, la région est en train de devenir une destination populaire pour les retraités et les petits entrepreneurs. Le terme "Inner Banks" est parfois abrégé par le sigle IBX.
Selon la définition générale, les Inner Banks se situent entre l'Interstate 95 à l'ouest, les Outer Banks à l'est, et s'étendent de la frontière avec la Virginie jusqu'à la frontière avec la Caroline du Sud. Composée de 41 comtés, la région faisant trois fois la taille de l'état du New Jersey. 
De nombreuses régions plus éloignées des bras de mer et des fleuves à marées n'ont pas adopté l'appellation Inner Banks et sont rarement incluses dans la définition. Dépendant traditionnellement de l'agriculture et de l'industrie textile, la partie est de la Caroline du Nord connaît une évolution économique en redéfinissant les forces de transition de la région vers la nouvelle mondialisation économique.
Six petites villes des Inner Banks se sont réunies et font désormais partie d'un groupement de communautés appelé Creative Communities Initiative qui vise à renforcer l'économie de la région en favorisant un environnement attrayant pour le cerveau-d'œuvre, les artistes et d'autres personnes travaillant dans l'économie créative. Les six villes impliquées dans le projet sont : Ayden, Edenton, Hertford, Murfreesboro, Plymouth et Tarboro.

## Région d'Albemarle
Le nord-est de la Caroline du Nord (ou de la Région d'Albemarle) se compose de 16 comtés situés dans l'extrême nord-est de la Caroline du Nord, entourant la baie d'Albemarle et ses affluents, tels que les fleuves Chowan et Roanoke. Bien que la région soit historiquement en retard sur le reste de la Caroline du Nord en termes de croissance économique, elle possède de nombreuses attractions sur ses plages sauvages, ses fleuves, et dans ses petites villes. La zone comprend la partie nord des Inner Banks.

### Histoire
Compte tenu de son accès au détroit et aux fleuves, la région a été habitée pendant des milliers d'années par différents peuples autochtones.
La zone qui constitue aujourd'hui le nord-est de la Caroline du nord et le sud-est de la Virginie a été l'une des premières en Amérique du Nord à être colonisée par les Européens. Virginia Dare, premier sujet du Royaume d'Angleterre en Amérique du nord, est née à proximité de l'île Roanoke en 1587, qui fait maintenant partie de la Caroline du Nord.
Les cultures de rente étaient le tabac et le coton, et les planteurs importaient des milliers d'esclaves africains pour constituer la main d’œuvre. Ces derniers, ainsi que leurs descendants, faisaient partie intégrante de la survie et du succès de la colonie de Caroline du Nord et plus tard, de l'état. La culture du tabac nécessitait une main-d'œuvre importante et épuisait le sol. Certains des premiers planteurs se sont tournés vers la polyculture à la fin du XVIIIe siècle.
La plupart de la région fut relativement prospère jusqu'à la guerre de Sécession, période à laquelle ses terres agricoles fertiles ainsi que ses industries maritimes devinrent une cible fréquente pour les invasions de l'Armée de l'Union. Plusieurs villes de la région ont été complètement brûlées par les troupes de l'Union à cette époque, parmi elles Plymouth et Winton. Les forces confédérées de Plymouth ont été les premières à utiliser un cuirassé à coque en fer, le CSS Albemarle (en).
Après la guerre, l'agriculture a souffert dans le sud, et la région a été lente à changer son économie.

## Comtés
Les comtés intégrés dans la région des Inner Banks.
- Comté de Beaufort
- Comté de Bertie
- Comté de Camden
- Comté de Carteret
- Comté de Chowan
- Comté de Craven
- Comté de Currituck (partie continentale)
- Comté de Dare  (partie continentale)
- Comté d'Edgecombe (partie orientale)
- Comté de Gates
- Comté de Hertford
- Comté de Halifax (partie orientale)
- Comté de Hyde (partie continentale)
- Comté de Jones
- Comté de Martin
- Comté d'Onslow (partie orientale)
- Comté de Pamlico
- Comté de Pasquotank
- Comté de Perquimans
- Comté de Pitt
- Comté de Tyrrell
- Comté de Washington